# 2012-es AEGON Classic
A 2012-es AEGON Classic női tenisztornát Birminghamben rendezték meg 2012. június 11. és június 18. között. A verseny International kategóriájú volt. A mérkőzéseket füves pályán játszották, 2012-ben harmincegyedik alkalommal.

## Győztesek
Egyéniben a tornagyőzelmet a selejtezőből érkező Melanie Oudin szerezte meg, az esős időjárás miatt hétfőre halasztott döntőben 6–4, 6–2-re legyőzve az ötödik kiemelt Jelena Jankovićot. A verseny kezdete előtt Oudin csupán a 208. helyen állt a világranglistán, így az akkor ranglistahelyezés nélküli Kim Clijsters 2009-es US Open-győzelme óta ő az első játékos, aki ilyen alacsony helyezéssel WTA-tornát tudott nyerni. Az amerikai játékos első egyéni WTA-címét szerezte meg, korábban még döntőt sem játszott. Győzelmének köszönhetően szabadkártyát kapott a néhány nappal később kezdődő wimbledoni tornára.
A párosok mezőnyében a Babos Tímea–Hszie Su-vej-kettős nyert, a döntőben meglepetésre 7–5, 6–7(2), [10–8]-ra legyőzve a világelső Liezel Huber–Lisa Raymond-duót. A szuperrövidítésben az amerikai páros már 8–4-re vezetett, ezt követően azonban a magyar-tajvani kettős zsinórban hat labdamenetet nyert meg, elhódítva ezzel a verseny trófeáját. Babos Tímea első páros WTA-tornáját nyerte meg pályafutása során, míg Hszie Su-vej a kilencediket.

## Döntők

### Egyéni
Melanie Oudin –  Jelena Janković 6–4, 6–2

### Páros
Babos Tímea /  Hszie Su-vej –  Liezel Huber /  Lisa Raymond 7–5, 6–7(2), [10–8]

## Világranglistapontok és pénzdíjazás

### Pontok
| Eredmény           | Egyéni | Páros |
| ------------------ | ------ | ----- |
| Győzelem           | 280    | 280   |
| Döntő              | 200    | 200   |
| Elődöntő           | 130    | 130   |
| Negyeddöntő        | 70     | 70    |
| 16 között          | 30     | 1     |
| 32 között          | 15(1)  | –     |
| 56 között          | 1      | –     |
| Főtáblára jutás    | 10     | –     |
| Selejtező (döntő)  | 6      | –     |
| Selejtező (1. kör) | 1      | –     |

### Pénzdíjazás
A torna összdíjazása a többi International versenyhez hasonlóan 220 000 amerikai dollár volt. Az egyéni bajnok 37 000 dollárt, a győztes páros együttesen 11 000 dollárt kapott.
| Eredmény           | Egyéni   | Páros    |
| ------------------ | -------- | -------- |
| Győzelem           | 37 000 $ | 11 000 $ |
| Döntő              | 19 000 $ | 5810 $   |
| Elődöntő           | 10 000 $ | 3000 $   |
| Negyeddöntő        | 5000 $   | 1585 $   |
| 16 között          | 2600 $   | 810 $    |
| 32 között          | 1350 $   | –        |
| 56 között          | 700 $    | –        |
| Selejtező (döntő)  | 360 $    | –        |
| Selejtező (1. kör) | 190 $    | –        |